# ليوبولدو فيديريكو
ليوبولدو فيديريكو (بالإسبانية: Leopoldo Federico)‏ هو موزع وملحن أرجنتيني، ولد في 12 يناير 1927 في Once ‏ في الأرجنتين، وتوفي في 28 ديسمبر 2014 في حديقة بوينس آيرس النباتية ‏ في الأرجنتين.

## وصلات خارجية
- ليوبولدو فيديريكو على موقع IMDb (الإنجليزية)
- ليوبولدو فيديريكو على موقع ألو سيني (الفرنسية)
- ليوبولدو فيديريكو على موقع ميوزك برينز (الإنجليزية)
- ليوبولدو فيديريكو على موقع ديسكوغز (الإنجليزية)
- ليوبولدو فيديريكو على موقع كينوبويسك (الروسية)